# 세계 관세 기구

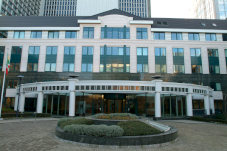
본부: 벨기에, 브뤼셀
창설일: 1953년 1월 26일
조직형태: 국제기구
회원: 178개국 관세당국
사무총장: 구니오 미쿠리야(일본, 2009년부터 현재까지)
공식언어: 영어 및 불어
[http://www.wcoomd.org/공식 웹사이트

세계 관세 기구(World Customs Organization)는 벨기에 브뤼셀에 본부를 두고 있는 국제 기구이다. 현재 전 세계 총 178개 회원국이 참여하고 있으며 관세 커뮤니티의 대변인 역할을 담당하고 있다. 관세에 관한 국제 협약 개발, 상품 분류, 관세 평가, 원산지, 관세 세입징수, 물류 공급망 안전, 국제 무역 원활화, 관세 조사 감시, 위조 방지 등 지식재산권 보호, 세관 공무원 청렴성, 세관 현대화를 위한 능력 개발 등이 주된 업무이다. 또한 세계관세기구는 국제통일상품분류 협약 (The International Convention on the Harmonized Commodity Description and Coding System)과 세계무역기구(World Trade Organization)의 관세평가 협정(Agreement on Customs Valuation), 그리고 원산지 협정(Agreement on Rules of Origin)의 기술 부문을 담당하고 있다.

## 역사
유럽의 13개 국가는 1947년에 관세 및 무역에 관한 일반협정(GATT) 중 관세에 관한 사항을 논의하기 위해 스터디 그룹을 결정하였다. 이러한 노력은 1950년 관세협력위원회(Customs Co-operation Council)의 채택으로 이어졌고, 1953년 1월 26일 마침내 17개 회원국이 관세협력위원회를 정식으로 창설하였다. 이후 회원국이 전 세계로 확대됨에 따라 1994년부터는 현재의 명칭인 세계관세기구를 사용하였다. 오늘날 세계 관세기구는 전 세계 물동량의 98% 이상에 관한 관세 사항을 총괄하고 있다.

## 비전과 목표
세계 관세 기구는 관세 분야에 관한 국제적인 이슈의 개발과 전파, 세관 현대화 작업 등을 주도하고 있다. 즉, 세관 행정의 모범 사례를 제시함으로 회원국의 필요에 부응하고 있다. 세계관세기구의 기본 목표는 세입 확충, 국가 안전, 무역 원활화, 공동체 보호, 무역통계 작성 등을 통해 회원국 세관 행정의 효율성과 효과성을 제고함으로 국가발전에 기여하는 것이다.

## 협약
이러한 목표를 달성하기 위해 세계 관세 기구는 아래의 협약을 운용하고
1) 국제통일상품분류 협약(The International Convention on the Harmonized Commodity Description and Coding System): 동 협약은 1983년 채택되고 1988년부터 발효된 것으로 체계적인 상품분류를 통해 관세율 책정과 국제 무역 통계작성에 관한 기반을 제공하고 있다. 즉, 5000여개의 개별상품 각각에 대해 6단위의 코드를 체계적으로 부여하여 무역정책, 원산지 분류, 통제물자에 대한 모니터, 내국세 과세, 화물에 대한 관세, 교통통계, 가격정보 수집, 국민계정 통계작성, 경제조사와 분석 등에 활용하도록 하고 있다.
2) 세관절차의 간소화 및 조화에 관한 국제협약(The International Convention on the Simplification and Harmonization of Customs Procedures): 동 협약은 1974년에 채택되고 1999년에 개정된 것으로 (개정 협약은 2006년 발효) 여기에는 세관절차 간소화에 대한 다수 원칙을 규정하고 있다. (1) 관세행정의 투명성과 예측성, (2) 통관절차 및 서류의 표준화와 간소화, (3) 공인된 사업자에 대한 간소화된 절차의 적용, (4) 정보기술의 최대한 활용, (5) 세관 통제의 최소화, (6) 위험관리 및 감사 기능의 활용, (7) 여타 국경관리 기관과의 협력, (8) 무역부문과의 파트너십 등이다. 즉, 동 협정은 무역 원활화와 효과적인 세관 행정을 위한 기본적인 기준을 제시하고 있다. 참고로 동 개정교토협약은 유엔이 도입한 기후변화에 관한 교토협정과 명칭이 유사하나 다른 것이다.
3) 물품의 일시수입을 위한 일시수입통관증서에 관한 관세협약 및 이스탐불 협약(ATA Convention and the Convention on Temporary Admission): 동 2건의 협약은 일시적으로 국경을 통과하는 물품에 대해 관세 및 세금의 유예를 허용하여 원활한 무역을 도모하는 것으로 ATA carnet)(까르네) 증서에 의해 보장된다.
4) 세관의 청렴성에 관한 아루샤 선언(The Arusha Declaration on Customs Integrity): 동 선언은 1993년에 채택되고 2003년에 개정된 것으로 비록 회원국에 대한 구속력은 없으나 세관공무원의 청렴성을 제고하고 세관행정의 부패를 방지하기 위한 기본원칙들을 담고 있다.
5) 무역안전과 원활화를 위한 세이프 프레임워크(The SAFE Framework of Standards to Secure and Facilitate Global Trade): 동 프레임워크는 911 테러이후 국제 물류 안전이 핵심 이슈로 부상함에 따라 세계관세기구가 이를 수용하여 2003년 채택한 것이다. 동 프레임워크는 민간 사업자와의 협력을 강화하는 가운데 세관이 정한 일정한 기준을 충족하여 물류안전에 관한 공인인증을 받은 사업자(Authorized Economic Operator)에 대해서는 통관절차를 간소화함으로 공정 무역을 촉진하고, 다른 한편으로 위험이 높은 부문에 대해서는 세관의 감시를 강화하는 것을 주된 내용으로 하고 있다.

## 행정 조직
세계관세기구에는 실무를 담당하는 사무국(Secretariat)이 있고 사무국의 총괄 책임자인 사무총장은 회원국의 투표로 선출되며 현재 일본 출신의 구니오 미쿠리야(Mr. Kunio Mikuriya)가 2009년부터 담당하고 있다. 현 사무총장 미쿠리야는 효율적인 의사소통, 능력배양, 그리고 리서치 역량 강화를 중시하고 있다. 세계관세기구의 최고 의사결정 기구는 전체 회원국이 참가하는 연차 총회(연중 1회, 6월에 개최됨)이며 총회 의장은 비상임직으로 회원국에 의해 선출된다. 아울러 산하에 있는 정책위원회(Policy Commission), 예산위원회(Financial Commission) 등은 주요 세부적인 의제를 논의한다. 이 밖에도 세계관세기구에는 상기에 전술한 협약들을 개정하고 발전시키기 위한 여러개의 분과 위원회를 두고 있다. 품목분류위원회(Harmonized System Committee), 상임기술위원회(Permanent Technical Committee), 관세평가위원회(Technical Committee on Customs on Valuation), 원산지위원회(Technical Committee on Rules of Origin), 능력배양위원회(Capacity Building Committee), 세이프 작업반(SAFE working group) 등이 그것이다.